# (32807) Quarenghi
(32807) Quarenghi (1990 SN28) – planetoida z pasa głównego asteroid okrążająca Słońce w ciągu 3,49 lat w średniej odległości 2,3 j.a. Odkryta 24 września 1990 roku.